# سيدو تراوري
سيدو تراوري (بالفرنسية: Seydou Traoré)‏، لاعب كرة قدم بوركيني سابق، من مواليد 17 سبتمبر 1970، أحد لاعبي نادي القادسية الكويتي، ولاعب سابق في منتخب بوركينا فاسو.
ولد سيدو تراوري في مدينة واغادوغو، وكان حلمه عندما كان صغيرا أن يصبح لاعب كرة قدم، وقد بدأ سيدو تراوري مشواره الاحترافي مع نادي ليون في عام 1995، واستمر معه لمده ثلاث سنوات، وبعدها انتقل إلى نادي العين الإماراتي، واستطاع أن يلفت الأنظار مع العين، حيث فاز في بطولة كأس رئيس الدولة في عام 1998، وحصل على جائزة أفضل لاعب في آسيا لشهر سبتمبر من عام 1998، وبعدها انتقل إلى نادي الوصل الإماراتي، وثم انتقل إلى نادي الأهلى الإماراتي، وفي عام 2000 انتقل سيدو تراوري إلى نادي القادسية الكويتي، واستطاع التألق مع النادي، وقاده إلى احراز الكثير من البطولات، ففاز في الدوري الكويتي ثلاثة مرات، وفاز في كأس ولي العهد أربعة مرات وفاز في كأس الأمير ثلاث مرات، وفاز في كأس الخرافي مرتين، وفاز في كأس الخليج للأندية مرة واحدة.
و قد سجل هدفين في نهائي كأس الأمير 2003/2004.
و في 26 مايو 2005 سرت شائعة أن هناك نادي هنغاري يريد التعاقد مع سيدو تراوري، ولكن تراوري لم يكن يريد أن يترك نادي القادسية الكويتي، ورفض العرض.
و قد لعب سيدو تراوري مع منتخب بوركينا فاسو لكرة القدم تحت قيادة المدرب الفرنسي فيليب تروسيه.
و يعد سيدو تراوري من أكثر اللاعبين المحترفين بقاء في الكويت، حيث قضى موسمه السابع مع نادي القادسية الكويتي واستطاع أن يكسب شعبية جارفة ما زالت مستمرة بين أوساط مشجعي الفريق القدساوي حتى بعد تركه لعب كرة القدم، وقد اعتزل مع نادي القادسية الكويتي في عام 2007.
في يوم 19 فبراير 2008 أعلن بسام البسام أمين السر المساعد في نادي القادسية الكويتي بأن النادي لن يقوم بإقامة حفل اعتزال للاعب بالرغم من قضائه العديد من السنوات مع النادي.

## مسيرته التدريبية
و قد تم تعيينه مساعد مدرب لفريق تحت 14 سنة في نادي القادسية الكويتي في موسم 2007/2008 ، وفي يوم 30 مايو 2008 قال محمد إبراهيم مدرب نادي القادسية الكويتي بأنه طرح اسم سيدو تراوري لكي يصبح مساعدا له في موسم 2008/2009 نظرا للعلاقة الجيدة بينه وبين اللاعبين.

## روابط خارجية
- سيدو تراوري على موقع قاعدة بيانات كرة القدم.إي يو (الإنجليزية)
- سيدو تراوري على موقع ناشيونال فوتبول تيمز (الإنجليزية)